# Маркос Боладос
Маркос Боладос (ісп. Marcos Bolados, нар. 28 лютого 1996, Антофагаста) — чилійський футболіст, півзахисник клубу «Коло-Коло» та національної збірної Чилі. Виступав також за клуби «Депортес Антофагаста» й «Універсідад Католіка». Чемпіон Чилі.

## Клубна кар'єра
Маркос Боладос народився 1996 року в місті Антофагаста, та є вихованцем футбольної школи клубу «Депортес Антофагаста». Професійну футбольну кар'єру розпочав 2014 року в основній команді того ж клубу, в якій грав до 2016 року, взявши участь у 53 матчах чемпіонату.
У 2016 році Боладос перейшов до клубу «Коло-Коло», в якому грав до 2018 року. У 2018 році керівництво клубу відправило футболіста в оренду до клубу «Універсідад Католіка». У 2019 році Боладос повернувся до клубу «Коло-Коло», де знову став гравцем основного складу команди.

## Виступи за збірні
2015 року Маркос Боладос залучався до складу молодіжної збірної Чилі. На молодіжному рівні зіграв у 2 офіційних матчах.
У 2018 році Боладос дебютував у складі національної збірної Чилі. У складі збірної був учасником розіграшу Кубка Америки 2024 року у США. Станом на кінець жовтня 2024 року зіграв у складі національної збірної 10 матчів, у яких відзначився 2 забитими м'ячами.

## Титули і досягнення
- Чемпіон Чилі (4): 2017, 2018, 2022, 2024
- Володар Кубка Чилі (4): 2016, 2019, 2021, 2023
- Володар Суперкубка Чилі (3): 2017, 2022, 2024